# Elżbieta Nowak
Elżbieta Maria Nowak, già coniugata Trześniewska (Jelenia Góra, 2 settembre 1972), è un'ex cestista polacca.

## Carriera
Con la Polonia ha disputato i Giochi olimpici di Sydney 2000, i Campionati mondiali del 1994 e quattro edizioni dei Campionati europei (1993, 1999, 2003, 2005).